# Pacific Historical Review
La Pacific Historical Review est la publication officielle de la branche de la côte Ouest des États-Unis de la Société américaine d'histoire. C'est une revue scientifique trimestrielle publiée par l'University of California Press. Elle a été créée en 1932 par l'éditeur John Carl Parish (en). 
La revue couvre l'histoire de l'expansion américaine dans le Pacifique et au-delà, ainsi que les développements post-frontière de l'Ouest américain au XXe siècle. Chaque numéro comporte également une importante section consacrée à la critique de livres ainsi que de fréquents essais critiques. L'actuel (2014) rédacteur en chef est l'historien Marc Simon Rodriguez (Université d'État de Portland). Parmi les anciens éditeurs figurent John C. Parrish (1932-1936), Louis Knott Koontz (1936-1947), John Caughey (1947-1968), Norris Hundley, Jr. (1968-1996), David A. Johnson, Carl Abbott et Susan Wladaver-Morgan (1997-2014). 

## Source de la traduction
- (en) Cet article est partiellement ou en totalité issu de l’article de Wikipédia en anglais intitulé « Pacific Historical Review » (voir la liste des auteurs).